# Gaeli i l'home Déu
Gaeli i l'home Déu és la darrera novel·la (quant a cronologia es refereix) publicada pel prolífic narrador català Pere Calders. Si bé fou confeccionada l'octubre de 1938, la seva publicació s'advindria succeït un vast espai de temps, fet esdevingut, principalment, a causa de la Guerra Civil espanyola i la consegüent instauració del règim franquista. L'any 1986, l'escrit fou guardonat amb la concessió del Premi Joan Crexells de Novel·la Catalana; posteriorment, el 1987, rebé el Premi Ciutat de Barcelona de Narrativa Catalana.
Gaeli i l'home Déu constitueix una obra profusament amena; emmarcada en el context de la Catalunya republicana, roman instituïda per un conjunt d'esdeveniments irònics i amargs alhora. Al llarg del relat, hom aprecia nombroses reflexions d'interès, entre les quals anhelaria destacar-ne dues: la imperiosa necessitat de creure en un Déu superior inherent en la humanitat, i l'adquisició de poder assolida per les religions a mesura que la degeneració d'aquestes esdevé patent.
La narració es troba protagonitzada per dues personalitats notablement antònimes: Joan Gaeli, home idealista amb una clara vocació profètica, i Miquel Gorienko, rus posseïdor de l'inoït do de conferir tota mena de miracles. De llur associació en sorgiran unes peripècies fantàstiques, un cúmul d'esdeveniments generalment amb caràcter realista, tenyits per la magnífica fantasia pròpia de l'autor. D'al·ludit híbrid n'emergiran contexts quant curiosos, cas de la intangible ressurecció que Gorienko practica al Circ Internacional, o de la definitiva (bastant inversemblant) transformació d'esmentat personatge en un individu de sexe femení. Certament, l'eminent imaginació de Pere Calders és una de les característiques més remarcables de la seva confecció, un tret que li confereix una veu personal marcada, i que s'intueix especialment en el relat present.